# Cucut maragda de Klaas
El cucut maragda de Klaas (Chrysococcyx klaas) és una espècie d'ocell de la família dels cucúlids (Cuculidae) que habita boscos poc densos i sabanes de la major part de l'Àfrica Subsahariana.